# Jacob Wallenberg (1892-1980)
Jacob "Juju" Wallenberg (Estocolmo; 27 de septiembre de 1892 - Ibídem; 1 de agosto de 1980) fue un banquero sueco y líder industrial. Wallenberg ocupó varios puestos centrales en Stockholms Enskilda Bank. También fue presidente de la junta de varias compañías, incluidas Stora Kopparbergs Bergslag y Orkla Mining Company. De 1934 a 1944 fue miembro de la comisión gubernamental sueca para el comercio con Alemania.

## Primeros años
Wallenberg nació en Estocolmo, Suecia, hijo de Marcus Wallenberg Sr. y su esposa Amalia (nacida Hagdahl) y hermano de Marcus Wallenberg Jr. Creció en Östermalm en Estocolmo y pasó muchos veranos en Malmvik Estate en Lovön. La tradición en la familia era patriarcal, pero en privado Jacob Wallenberg estaba subordinado a su madre, la matriarca Amalia, cuyo cumpleaños la familia todavía celebra el 29 de mayo de cada año. Se mudó de casa solo cuando se acercó a los 30 años, y luego solo arriba en la casa de Strandvägen 27. Después de seis años de educación en la Real Academia Naval Sueca, Wallenberg se convirtió en oficial naval en 1912 (más tarde subteniente en la reserva de la Armada sueca en 1920) y se graduó de la Escuela de Economía de Estocolmo en 1914. Wallenberg trabajó para varios bancos en Basilea, Londres y la ciudad de Nueva York desde 1915 hasta 1918 antes de convertirse en director asistente del Stockholms Enskilda Bank en 1918. 

## Carrera
Wallenberg se convirtió en vicepresidente ejecutivo del Stockholms Enskilda Bank y miembro de su junta directiva en 1920 finalmente se convirtió en su CEO el 31 de marzo de 1927. Fue CEO hasta 1946 y luego vicepresidente de la junta de 1946 a 1950 y presidente de 1950 a 1969.
Wallenberg fue a principios de 1930 un miembro de la junta de Vikmanshytte bruks AB, AB Diligentia, Stockholms Rederi AB Svea, Estocolmo-Västerås-Bergslagens Nya Jernvägsaktiebolag Gota una kanalbolag AB, Investor AB, Wedevågs Bruks AB, Svenska obligationskreditaktiebolaget AB, Internacional Bk Te en Ámsterdam y Società Esercizi Telefonici. A finales de la década de 1930, Wallenberg fue presidente de la junta de Svenska Tändsticks AB y miembro de la junta de AB Diligentia, AB Obligations-Intressenter, AB Laval, AB Svenska Kullagerfabriken (SKF), Göta kanalbolag, Stockholm-Västerås-Bergslagens Nya Jernvlagsakt Augustg Sänntengägsakt Augustie AB, Svenska Personal-Pensionskassan, Svenska obligacioneskreditaktiebolaget AB, Wikmanshytte Bruks AB y Kreutoll Realization Co. También fue miembro del consejo de administración de International Match Realization Co. Ltd y formó parte del consejo del Instituto Nacional de Investigación Económica (desde 1937 ) y del Museo Marítimo de Estocolmo (desde 1939).
Wallenberg estaba a mediados de la década de 1940 como presidente de la junta directiva de Svenska Tändsticks AB, Svenska Ostasiatiska Kompaniet, AB International Harvester Co. y August Stenman AB. Wallenberg fue vicepresidente de la junta de la Asociación de Banqueros de Suecia (Svenska Bankföreningen), Svenska Personal-Pensionskassan y Stora Kopparbergs Bergslags AB. Wallenberg fue miembro de la junta de AB Diligentia, AB Obligations-Intressenter, AB Separator, AB Svenska Kullagerfabriken, Stockholm-Västerås-Bergslagens Nya Jernvägsaktiebolag, August Stenman AB, Stora Kopparbergs Bergslags AB, Svenska obligationskreditaktiebolaget AB Además, Wallenberg fue miembro de la junta de Försäkrings AB Skandia-Freja, Göta Kanalbolag, Kopparfors AB y Orkla Grube AB. También fue miembro de la comisión gubernamental para acuerdos comerciales con Alemania desde 1934 hasta 1944.
Wallenberg fue presidente de la junta directiva de Förvaltnings AB Providentia, AB Investor, AB International Harvester Co., Kemi-Intressen AB, Nordiska Kompaniet (NK), Stora Kopparbergs Bergslags AB, Svenska Diamantbergborrnings AB, AB Svenska Kullagerfabriken, AB. Svenska Ostasiatiska Kompaniet, Svenska Tändsticks AB y Wifstavarfs AB, el Real Club Náutico Sueco (KSSS). Fue vicepresidente de la junta de Försäkrings AB Skandia-Freja, Göta kanalbolag y Orkla Gruve AB. Wallenberg fue miembro de la junta de AB Iggesunds Bruk, Kopparfors AB, AB Separator, August Stenman AB, Wikmanshytte Bruks AB, la Fundación Nobel y la Fundación Knut y Alice Wallenberg.
Wallenberg estaba a mediados de la década de 1960 como presidente del consejo de Förvaltnings AB Providentia, AB Investor, AB International Harvester Co., Kemi-Intressen AB, Koppartrans olje AB, Orkla Grube AB, AB Separator, Stora Kopparbergs Bergslags AB, AB Svenska Kullagerfabriken, AB Svenska Ostasiatiska Kompaniet, Svenska Tändsticks AB, Wifstavarfs AB y AB Astra desde 1957. A fines de la década de 1960, Wallenberg también fue presidente de la junta de Bergvik & Ala AB. Fue miembro de la junta de AB Iggesunds Bruk, Nordiska Kompaniet (NK), Skandia, Göta kanalbolag, Wikmanshytte Bruks AB, la Fundación Nobel (desde 1952), la Fundación Knut y Alice Wallenberg y el Fondo Jubileo del Rey Gustaf V. Wallenberg era tesorero de la Sociedad del Cáncer en Estocolmo. A fines de la década de 1960, Wallenberg se convirtió en presidente de la junta de la Fundación Knut y Alice Wallenberg. 
Wallenberg fue nombrado por la Asociación de la Escuela de Economía de Estocolmo como miembro de la Junta Directiva de la Escuela de Economía de Estocolmo, que es el máximo órgano ejecutivo de la escuela, donde fue tesorero de 1931 a 1955 y vicepresidente de 1938 a 1965. Fue presidente del cuerpo deliberativo de la escuela desde 1943 hasta 1968.

## Vida personal

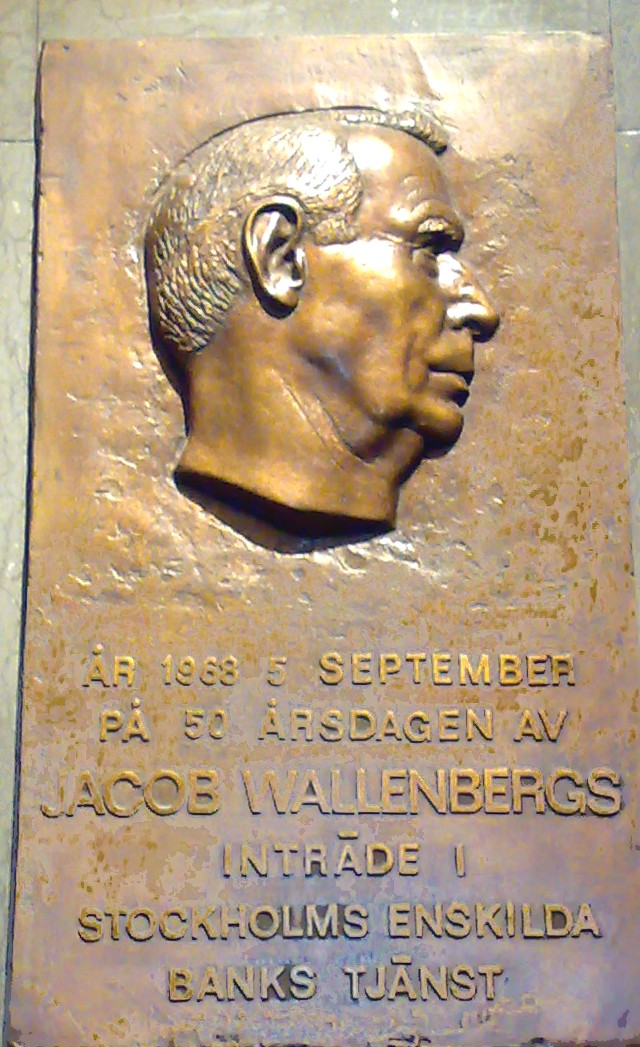
Monumento a Jacob Wallenberg en el hall de entrada de la sede de SEB en Estocolmo.

Wallenberg permaneció soltero durante su vida. Tenía un hijo, Peder Wallenberg, que nació como hijo del matrimonio entre John-Henry Sager y su esposa Madeleine (nacida Sörensen), pero fue adoptado en 1975 por su padre biológico Jacob Wallenberg. Peder Wallenberg tuvo un par de puestos en el consejo de administración de las compañías de su padre, cuando Jacob estaba vivo, pero permaneció fuera de la dirección de la esfera de Wallenberg, especialmente después de recibir su herencia.
Wallenberg donó una gran parte de su fortuna a dos fundaciones: la Fundación Marcus y Amalia Wallenberg Memorial Fund (Stiftelsen Marcus och Amalia Wallenbergs Minnesfond), que nombró para honrar a sus padres, así como la Fundación Jacob Wallenberg, el Fondo Especial (Jacob Wallenbergs Stiftelse, Särskilda Fonden). Después de la muerte de sus padres, Wallenberg heredó la finca Malmviks en Lovön, que se convirtió en uno de sus hogares permanentes. En 1978 donó Malmvik Estate a la Fundación Marcus y Amalia Wallenberg Memorial Fund.
El mayor pasatiempo de Jacob Wallenberg era navegar. Durante más de treinta años, desde mediados de la década de 1920, llegó a dominar la navegación en las aguas nórdicas, con varias victorias en Round Gotland Race y su predecesora, la Visby Yacht Race. Sus barcos, construidos en el astillero de August Plym en Neglinge, Saltsjöbaden, se llamaron Refanut . El marinero favorito, durante medio siglo, la calle Lindberg de Möja, lo apreció mucho, así como los constructores de botes Tore Holm y Arvid Laurin. También participó en la carrera del curso y luego preferiblemente en los 10mR, que era una clase olímpica. Fue presidente del Real Club Náutico Sueco (KSSS) durante muchos años e inició en 1962 el Fondo de la Academia Naval de Jacob Wallenberg (Jacob Wallenbergs Sjökrigsskolefond) para la educación de los estudiantes de la Real Academia Naval de Suecia.

## Premios y condecoraciones
- Medalla Conmemorativa del Jubileo del Rey Gustaf V[12] (1948)
- Comandante Gran Cruz de la Orden de Vasa
- Comandante Gran Cruz de la Orden de la Estrella Polar (17 de agosto de 1945)[20]
- Gran Oficial de la Orden del Águila Alemana (Berlín, 1941)
- Comandante 1.ª clase de la Orden del Dannebrog
- Comandante de la Orden de la Rosa Blanca de Finlandia
- Caballero de la Legión de Honor
- Illis Quorum, 18.ª talla (1976)[5]

## Honores
- Miembro honorario de la Real Sociedad Sueca de Ciencias Navales (1947)[21]
- Miembro honorario del Real Club Náutico Sueco (1952)
- Miembro de la Real Sociedad de Ciencias en Uppsala (1955)[12]
- Doctor honorario en economía, Estocolmo (1956)
- Miembro honorario de la Real Academia Sueca de Ciencias de la Ingeniería (1957)
- Doctor honorario en medicina, Estocolmo (1960)
- Miembro de la Real Academia Sueca de Ciencias (1961)
- Miembro honorario de la Real Academia Sueca de Letras, Historia y Antigüedades (1972)[5]